# Вістерник
Вістерник (рум. vistier, vistiernic, досл. «скарбник») — титул урядника у Молдовському та Волоському князівствах за часів Середньовіччя. Людина, що очолювала скарбницю та завідувала зборами податків країни.
Це був боярин, який відповідав за отримання податків та за управління державною скарбницею, завідував обліком доходів і витрат платників податків у Молдовському та Волоському князівствах. Вістерник був членом вищої ради Господаря.
У його підпорядкуванні були вістерник другого рангу, який був боярином нижчого рангу, та вістерник третього рангу, який був боярином ще нижчого рангу, а також вістерники, що служили фінансовими інспекторами у монастирях або адміністраторами у містах.